# Dimetilglicina ossidasi
La dimetilglicina ossidasi è un enzima appartenente alla classe delle ossidoreduttasi, che catalizza la seguente reazione:
N,N-dimetilglicina + H2O + O2 ⇄ sarcosina + formaldeide + H2O2
L'enzima è una flavoproteina (FAD). Non ossida la sarcosina.